# Michael McBryde
Michael McBryde (5 de octubre de 1981) es un deportista australiano que compitió en remo. Ganó dos medallas en el Campeonato Mundial de Remo, en los años 2003 y 2007.

## Palmarés internacional
| Campeonato Mundial | Campeonato Mundial | Campeonato Mundial | Campeonato Mundial     |
| Año                | Lugar              | Medalla            | Prueba                 |
| ------------------ | ------------------ | ------------------ | ---------------------- |
| 2003               | Milán (Italia)     | Medalla de plata   | Cuatro scull ligero    |
| 2007               | Múnich (Alemania)  | Medalla de bronce  | Dos sin timonel ligero |